# Pierre Nihant
Pierre Nihant (Trembleur, 5 april 1925 - Blegny, 12 januari 1993) was een Belgisch wielrenner die actief was tussen 1951 en 1953. Op de Olympische Spelen van 1948 behaalde hij een zilveren medaille op de 1000m tijdrit. Nihant nam als onafhankelijke deel aan wedstrijden.

## Erelijst
| Jaar            | BK              | EK              | WK              | Overige                  |
| Onafhankelijken | Onafhankelijken | Onafhankelijken | Onafhankelijken | Onafhankelijken          |
| --------------- | --------------- | --------------- | --------------- | ------------------------ |
| 1945            | Sprint          |                 |                 |                          |
| 1950            | Sprint          |                 |                 |                          |
| Amateurs        |                 |                 |                 |                          |
| 1946            | Sprint          |                 |                 |                          |
| 1947            | Sprint          |                 |                 |                          |
| 1948            | Sprint          |                 |                 | Olympische Spelen: · 1km |
| 1949            | Sprint          |                 |                 |                          |
| Beroepsrenners  |                 |                 |                 |                          |
| 1951            | Sprint          |                 |                 |                          |
| 1952            | Sprint          |                 |                 |                          |